# Sibač
Sibač (izvirno srbsko Сибач) je naselje v Srbiji, ki upravno spada pod Občino Pećinci; slednja pa je del Sremskega upravnega okraja.

## Demografija
V naselju živi 438 polnoletnih prebivalcev, pri čemer je njihova povprečna starost 40,7 let (38,1 pri moških in 43,3 pri ženskah). Naselje ima 191 gospodinjstev, pri čemer je povprečno število članov na gospodinjstvo 2,85.
To naselje je, glede na rezultate popisa iz leta 2002, večinoma srbsko.
|  |

| Demografija | Demografija     | Demografija     |
| Leto        | Št. prebivalcev | Št. prebivalcev |
| ----------- | --------------- | --------------- |
|             |                 |                 |
|             |                 |                 |
|             |                 |                 |
|             |                 |                 |
| 1948        | 586             |                 |
| 1953        | 563             |                 |
| 1961        | 548             |                 |
| 1971        | 508             |                 |
| 1981        | 509             |                 |
| 1991        | 549             | 549             |
| 2002        | 545             | 544             |
|             |                 |                 |

| Etnična sestava po popisu iz leta 2002 | Etnična sestava po popisu iz leta 2002 | Etnična sestava po popisu iz leta 2002 | Etnična sestava po popisu iz leta 2002 | Etnična sestava po popisu iz leta 2002 |
| -------------------------------------- | -------------------------------------- | -------------------------------------- | -------------------------------------- | -------------------------------------- |
| Srbi                                   | Srbi                                   |                                        | 519                                    | 95,40%                                 |
| Romi                                   | Romi                                   |                                        | 9                                      | 1,65%                                  |
| Jugoslovani                            | Jugoslovani                            |                                        | 6                                      | 1,10%                                  |
| Muslimani                              | Muslimani                              |                                        | 2                                      | 0,36%                                  |
| Črnogorci                              | Črnogorci                              |                                        | 1                                      | 0,18%                                  |
| Slovaki                                | Slovaki                                |                                        | 1                                      | 0,18%                                  |
| Neznano                                | Neznano                                |                                        | 0                                      | 0,0%                                   |